# Chilantaisaurus
Chilantaisaurus is een geslacht van grote, ongeveer zes ton zware, uitgestorven vleesetende theropode dinosauriërs. De typesoort is Chilantaisaurus tashuikouensis.
Chilantaisaurus is in 1964 benoemd en beschreven door Hu Show-Yung. De geslachtsnaam verwijst naar de locatie Jilantai in Binnen-Mongolië. Het holotype IVP AS 2884 bestaat uit delen van de achterpoten en het bekken. Het dijbeen is honderdtwintig centimeter lang, het formaat van een tyrannosauride.
Chilantaisaurus is een van de weinige grote theropoden uit het Vroeg-Krijt (Barremien-Aptien). Enkele anderen zijn Baryonyx en Acrocanthosaurus. Chilantaisaurus was de enige uit Azië. Hij vertoont kenmerken van zowel de Allosauridae als de Tyrannosauridae maar wordt tegenwoordig meestal in de Spinosauroidea geplaatst. De vondst is echter erg fragmentarisch en het is beweerd dat de kenmerken die Chilantaisaurus met de Spinosauroidea deelt, geen synapomorfieën zijn en dus geen aanwijzing voor een verwantschap. Men rekent hem in ieder geval tot de Tetanurae. Volgens een studie van Roger Benson uit 2009 zou hij behoren tot de Neovenatoridae en dus inderdaad geen spinosauroïde zijn.
Naast de typesoort zijn er nog andere soorten beschreven: C. sibiricus, een slecht bekende soort; C. maortuensis, die in 2009 aan een apart geslacht werd toekend: Shaochilong en C. zheziangensis waarvan het holotype vermoedelijk in feite bestaat uit resten van een therizinosauriër. 